# Кембриджський гурток (економічна теорія)
Кембриджський гурток або Гурток Кейнса (англ. Cambridge Circus, Keynes's Circus) був групою молодих економістів Кембриджу, тісно пов'язаних з Джоном Мейнардом Кейнсом. До складу групи входили Річард Кан, Джеймс Мід, Джоан Робінсон, Остін Робінсон та П'єро Сраффа. Гурток утворився відразу після публікації праці Кейнса «Трактату про гроші» (A Treatise on Money) 31 жовтня 1930 року. Група зустрілася, щоб прочитати та обговорити Трактат та дати відгук про подальшу теоретичну роботу Кейнса, яка призведе до його Загальної теорії зайнятості, відсотків та грошей. Сраффа ініціював групу, яка зібралася в кімнатах Кана в будівлі Гібба в Королівському коледжі. Гурток зустрічався між собою та на семінарі, до якого входили деякі магістранти, протягом 1930-1931 навчального року. Семінар проводився у Старій комбінованій залі Трініті-коледжу.
Кан виступив представником групи і щотижня зустрічався з Кейнсом, щоб обговорити думки гуртка. Кан визначає "вдовиний горщик" та "діряві глеки данаїд" як найбільш змістовні питання у дискусіях групи. Питання стосувалося виступу Кейнса в Трактаті про те, що підприємець, який витрачає свої прибутки на товари споживання, збільшить прибуток для іншого підприємця на ту ж суму, й що ці прибутки будуть безперервно функціонувати в економіці, як олія у вдовиного горщику, яка ніколи не закінчувалася (3-я Книга Царів 17:16). Зворотний випадок, коли підприємці заощаджують, є аналогом "дірявого глека данаїд", який ніколи не заповнюється. Гурток оскаржив неявне припущення Кейнса про наявність фіксованої пропозиції товарів споживання.
Обговорюючи вплив групи на Загальну теорію, Джозеф Шумпетер заявив, що внесок Кана був майже внеском співавтора, але сам Кан це спростував. З іншого боку, Дон Патінкін стверджував, що більшість основних проривів Кейнса відбулися після того, як група була розформована навесні 1931 року.
Група не вела записів, але було опубліковано кілька повідомлень про зустрічі групи.